# ルスト (ブルゲンラント州)
ルスト（ドイツ語: Rust  発音, ハンガリー語: Ruszt）は、オーストリアのブルゲンラント州の街で、行政的には郡に属さない憲章都市（Statutarstadt）である。
ノイジードル湖の湖畔に位置している。2,000人に満たない人口ではあるが、オーストリアで最も人口の少ない憲章都市とされている。1681年にハンガリー王によって自由都市の権利が与えられ、ハンガリー王の臣下であるエステルハージ家が統治した。おもにワインの街として有名である。

## 姉妹都市
- クルムバッハ